# Fan Yusu
Fan Yusu (xinès simplificat: 范雨素) (Xiangyang 1973). escriptora i editora xinesa. A partir de la publicació d'un relat autobiogràfic a la xarxa WeChat, Fan va passar de ser una treballadora de la llar, a ser una escriptora popular i famosa.

## Biografia
Fan Yusu va néixer l'any 1973 a Xiangyang, província de Hubei (Xina). El 1994 va anar a Pequín a treballar, inicialment com a mainadera i altres feines de la llar. Al principi, vivia amb el seu marit, un home violent i alcohòlic que finalment la va deixar amb les seves dues filles. Una de les seves primeres feines la va fer en una llar de Picun 皮村 als afores de Pequin, a prop de l'aeroport internacional.

#### Activitat literària
A Picun, Fan va entrar en contacte amb un grup literari format per altres treballadors migrants interessats per la literatura i l'escriptura, i amb l'edició una revista literària 新工人文学 (Nova Literatura Obrera).
Va iniciar la seva trajectòria literària l'any 2017 quan va publicar un relat autobiogràfic,"我是范雨素" (Jo soc Fan Yusu), a Internet, mitjançant l'aplicació WeChat, que en menys de vint-i-quatre hores va rebre més de 100.000 visualitzacions. El relat narra les experiències de Fan i de la seva família durant més de deu anys, amb les feines com a cambrera, o mainadera, i les dificultats de viure sola amb dues filles com a mare soltera.
En una entrevista va declarar: "Mai esperava ser escriptora, però a causa del relat em vaig convertir en una celebritat d'Internet de manera inexplicable. Algunes persones van llegir el meu article i van dir que l'havia escrit algú de la Universitat de Pequín, i no jo".
Després de fer-se popular, la vida de Fan Yusu no va canviar fonamentalment. Fins al 2023, encara vivia en una casa de lloguer de més de deu metres quadrats a Pi Village, fent feines puntuals i escrivint articles. Fan Yusu va dir:"no guanyo gaire i no gasto gaire; a més de pagar el lloguer i les despeses de manutenció dels nens, gasto de dos a tres mil iuans per any".
A publicat relats com 格式塔实验 (Experiment Gestalt), 量子力学 (Mecànica quàntica), 莫迪亚诺 i 王尔德 i el 2023 va publicar la seva novel·la Long Time No See, un cop més una exploració íntima de la seva vida personal i la seva història familiar amb el teló de fons rural de Xiangyang. La novel·la retrata vívidament la resiliència i les lluites d'una família que s'enfronta a circumstàncies difícils, fent-se ressò dels temes universals de la resistència i l'esperança.
El desembre de 2023, 久别重逢 (The Days of the Northern Drifters) de Fan Yusu va guanyar el Premi de literatura Sichuan Guan de no ficció.

#### Estil
Fan utilitza un to senzill, sincer i humorístic per escriure els reptes de ser membre de la classe treballadora a la Xina. L'atractiu generalitzat del treball de Fan Yusu es deu a dos factors fonamentals. La seva habilitat per teixir narracions captivadores com un treballador normal trenca l'estereotip arrelat que el talent literari està reservat per a determinats esglaons socials. Les seves obres, amb la seva narració autèntica i commovedora de la vida quotidiana i les seves dificultats, ofereixen una perspectiva distintiva del món vist a través dels ulls de la gent comuna. El seu estil d'escriptura senzill però profund ressona profundament entre els lectors, forjant una connexió genuïna amb les simplicitats i complexitats de la vida. En segon lloc, la seva experiència com a mainadera en llars benestants ofereix una visió crua i sense filtres de la vida de les classes benestants. Alguns crítics han comparat les obres de Fan amb les de Charles Dickens.